# Pax Romana
Pax Romana (в превод: Римски мир; чете се: Пакс Романа) е времеви период в историята на Римската империя, характеризиращ се с относителен просперитет и продължително мирно съществуване, който трае от победата на първия римски император Октавиан Август във войната между Октавиан и Антоний през 30 година пр. Хр. до началото на кризата от III век през 235 година.